# Legendary Hearts
| Recensione                    | Giudizio |
| ----------------------------- | -------- |
| AllMusic                      | [ 1 ]    |
| The Boston Phoenix            | [ 2 ]    |
| Chicago Tribune               | [ 3 ]    |
| Pitchfork                     | 6.9/10   |
| Record Collector              | [ 5 ]    |
| Rolling Stone                 | [ 6 ]    |
| The Rolling Stone Album Guide | [ 7 ]    |
| Smash Hits                    | 8/10     |
| Spin Alternative Record Guide | 8/10     |
| The Village Voice             | A        |

Legendary Hearts è un album discografico del cantautore statunitense Lou Reed, pubblicato nel 1983 dalla RCA Records.

## Descrizione
Reed autoprodusse l'album, e lo dedicò a Sylvia Morales, sua moglie all'epoca, che venne accreditata per l'idea della copertina. A causa di tensioni e dissidi con Reed, la maggior parte delle parti di chitarra suonate da Robert Quine furono abbassate nel missaggio finale del disco o rimosse del tutto.
Legendary Hearts raggiunse la posizione numero 159 nella classifica statunitense Billboard 200.
A posteriori, Robert Quine disse della sua collaborazione con Reed: «L'atmosfera era molto tesa – è impossibile essergli amico. Quando ho ricevuto il mix finale, ero davvero fuori di testa. Mi ha praticamente fatto fuori in maniera non ufficiale. Ero in Ohio e l'ho tirato fuori nel vialetto e ho fatto a pezzi il nastro... Ho delle cassette con il mix approssimativo del disco ed era davvero un bel disco ma lui ha reso tutto confuso e torbido».

## Tracce
Testi e musiche di  Lou Reed.

### Lato 1
1. Legendary Hearts - 3:23
2. Don't Talk to Me About Work - 2:07
3. Make Up Mind - 2:48
4. Martial Law - 3:53
5. The Last Shot - 3:22
6. Turn Out the Light - 2:45

### Lato 2
1. Pow Wow - 2:30
2. Betrayed - 3:10
3. Bottoming Out - 3:40
4. Home of the Brave - 6:49
5. Rooftop Garden - 3:04

## Formazione
- Lou Reed - chitarra, voce
- Fred Maher - batteria
- Robert Quine - chitarra
- Fernando Saunders - basso